# Sonia Lannaman
Sonia May Lannaman (24 marzo 1956) è un'ex velocista britannica.

## Palmarès
- Giochi olimpici

Mosca 1980: bronzo nella staffetta 4×100 metri.
- Europei

Praga 1978: argento nella staffetta 4×100 metri.
- Giochi del Commonwealth

Christchurch 1974: argento nella staffetta 4×100 metri.
Edmonton 1978: oro nei 100 metri piani, oro nella staffetta 4×100 metri, argento nei 200 metri piani.
Brisbane 1982: oro nella staffetta 4×100 metri.